# Pselliophora curvipes
Pselliophora curvipes är en tvåvingeart som beskrevs av Frederik Maurits van der Wulp 1884. Pselliophora curvipes ingår i släktet Pselliophora och familjen storharkrankar. Inga underarter finns listade i Catalogue of Life.